# Philippa af England
Philippa af England (født 4. juli 1394, død 5. januar 1430 i Vadstena) var en engelsk prinsesse, datter af Henrik IV af England og Mary de Bohun og gift med Erik af Pommern, som i perioder var konge af Norge, Danmark og Sverige. Hun var selv stedfortrædende regent af Danmark og Norge 1423-1425 i ægtemandens fravær.
Philippa fremtræder som en både klog og handlekraftig kvinde. Hun fik store landområder i Sverige som livgeding og handlede som sin mands repræsentant i Sverige, hvor hun synes at have tilbragt meget tid. Han gav hende efterhånden en vis politisk indflydelse. Under ægtemandens rejse gennem Europa og valfarten til Jerusalem fungerede hun som regent for de tre nordiske lande -  fra 5.august 1423 til 24.maj 1425.

## Baggrund
Philippa blev født på Peterborough slot.
Efter flere års forhandlinger om et ægteskab mellem Philippa og Erik af Pommern blev brylluppet holdt i Lund den 26. oktober 1406.  Hendes bryllupsdragt var en tunika og en kappe af hvid silke, kantet med skind af gråegern og hermelin og regnes som den første dokumenterede hvide brudekjole. 
1. november 1406 blev hun tolv år gammel kronet som dronning af Danmark, Sverige og Norge. Det bidrog nok til det gode danske forhold til Henrik Søfareren, at hans kusine Philippa var blevet gift med den danske konge. 

## Møntreform
Den 8. oktober 1424 kom hun til enighed med Hamburg, Lübeck, Lüneburg og Wismar om at slå samme mønt som dem. Mønten blev kaldt "Philippas søsling", og blev præget i Lund. Samtidig blev der slået hulpenninge af sølv i Lund og Næstved.
Philippas møntreform indebar, at tidligere danske mønter blev devaluerede; at man fik sat værdi på udenlandsk valuta, så disse mønter kunne bruges i de nordiske lande; og at de nye danske mønter var lovlig betaling i Skandinavien og i Hansa-byerne. Med en aftalt møntvægt på 1,37 gram indeholdt Philippas søsling kun 0,96 gram rent sølv, mod Hansa-byernes mønt med 1,03 gram rent sølv. Hendes aftale sikrede altså, at Norden kunne cirkulere mønter med op til 6,5% mindre sølvindhold, og alligevel bytte lige over i handel, mod at hun opgav kravet om at kun dansk valuta gjaldt i Danmark. 9.oktober 1425 sluttede også Rostock, Stralsund og Greifswald sig til møntunionen. Men i 1426 brød der krig ud mellem Danmark og Holsten, og dermed var det også slut med aftalen. På grund af krigsudgifterne gik kong Erik igen i gang med at slå underlødig mønt, noget der var et af de nitten klagepunkter mod ham i det opsigelsesbrev, rigsrådet sendte ham i juli 1439, med klage på hans kobberpenninge helt tilbage fra 1422.

## Organisator af Københavns forsvar
Også efter at Erik af Pommern var kommet tilbage fra sin rejse, fortsatte Philippa sit engagement for kongedømmet. Hun dømte i tvister blandt undersåtter og i 1428 organiserede hun med held forsvaret af København mod angribende styrker fra hansestæderne. Om foråret havde den hanseatiske flåde samlet sig ved Wismar – det drejede sig om 260 skibe med en besætning på 12.000 mand. 6.april 1428 sejlede de ind i Øresund og skabte stor forvirring i København. Kong Erik var i Sorø og ville ikke forlade sine andagtsøvelser der. Philippa, der befandt sig på Københavns Slot, delte våben ud og lovede belønning for udvist tapperhed. Den danske flåde lå rigtignok i havnen, men så tidligt på året var kun en lille del færdigt udrustet, så løsningen var at bygge en tømmerflåde, som sammen med nogle krigsskibe lagde sig i dybet uden for havnen. Det blev humoristisk foreslået, at tyskerne var kommet for at hente "den danske ko", og derfor ikke medbragte anden ballast end salt og tomme tønder til at fragte slagtekødet hjem i. Derfor tog danskerne en ko med ud på sin tømmerflåde og opfordrede tyskerne til at hente hende, hvis de kunne. Med havneindløbet afspærret, byggede også tyskerne en tømmerflåde af master og andet stort træværk, tog de største kanoner med, og styrede flåden mod danskernes. Nu åbnede også sidstnævnte ild, sådan at ca. 200 kanoner blev affyret. Wismar-folkene prøvede at blokere havneindløbet ved at sænke gamle skibe, som de havde medbragt til formålet, med det mislykkedes, fordi skibene sank på langs og ikke på tværs af revlen i dybet. De danske skibe kunne derfor tvinge sig forbi og jog fjenden på flugt. Under slaget lå dronningen og hendes hofdamer på knæ i byens kirker og klostre og bad for sejr, og da den var sikret, modtog hun de sejrende med hædersbevisninger og sørgede for at få de sårede forbundet.
Året efter udskrev kong Erik en stor svensk krigsflåde. Den blev liggende i København hele sommeren, og svenskerne klagede over, at kongen ikke gav dem mere proviant, da de havde fortæret den medbragte. Alligevel nægtede han dem at rejse hjem, så de i stedet måtte sælge deres tøj og udstyr. Ved Mikkelsmesse fik de endelig lov til at tage hjem, men allerede ved Dragør kom en storm over dem, der ødelagde de fleste af skibene. Enkelte drev over til Barsebäck, andre i land på Saltholm, hvor Philippa sørgede for at sende dem mad og øl, og senere fik dem hentet til København med skibe.

## En dødfødt søn
Philippa fødte muligvis en dødfødt dreng i 1429. Dette rygte er dog ikke bekræftet (Flemberg 2015). Hun fik ikke flere børn, og blev kun 35 år gammel.

## Død
Under et besøg i Vadstena kloster blev hun uventet syg og døde der 5.januar 1430. Hendes død var et stort tab for unionslandene, men ikke mindst for Erik. Hun blev gravlagt i det St. Annas kapel, som hun selv havde indstiftet i Vadstena klosterkirke, og i forbindelse med begravelsen skænkede Erik klosteret rige gaver til hendes minde. Til gengæld forlangte han, at klosteret skulle ansætte ti præster, der på omgang skulle bede og synge kong Davids salmer for hendes sjæls frelse døgnet rundt. Det var et meget belastende "gave" for klosteret. Og han vendte aldrig tilbage til Vadstena.
Philippa havde været meget afholdt af Københavns befolkning, og de tog det ilde op, at kong Erik holdt hendes hofdame Cæcilie som sin frille. Ridderen Oluf Axelsen Thott talte nok på manges vegne, da han standsede Cæcilie en dag, da han traf hende på Højbro på vej til slottet, og spurgte hende, om hun ville tage en besked med til kongen. Da hun svarede ja, smækkede Axelsen hende over enden og bad hende med grove ord om at fortælle kongen, at hun skulle drive ham ud af Danmark. Det blev sagt, at Erik tog episoden så nær, at han tog til Kalundborg og derfra med rigets kostbareste skatte til Gotland, hvor han senere blev. Episoden er måske anekdotisk, men vi ved at Cæcilie fulgte Erik i hans landflygtighed.

## H.C. Andersens eventyr
Philippa optræder i H.C. Andersens eventyr Gudfaders billedbog fra 1868: "Men Een blev tilbage i Kjøbenhavn, et Kongehjerte, et Kongesind. Seer Du Billedet her, den unge Kvinde, saa fiin og spæd, med havblaae Øine og hørguult Haar; det er Danmarks Dronning Philippa, Englands Prindsesse. Hun blev i den ængstede Stad, hvor i de smaa Gyder og Gader, med de steile Trapper, Skure og tilklinede Boder, Byfolkene vrimle og vide ikke ud eller ind. Hun har Mands Mod og Hjerte; hun kalder Borgere og Bønder, opmuntrer, opmander. Skibene tiltakles, Blokhusene faae Mænd, Karrebasserne knalde; der er Ild og Damp, der er godt Humeur, Vorherre slipper ei Danmark. Og Solen skinner ind i alle Hjerter, den lyser ud af alle Øine i Seirsglæde. Velsignet være Philippa! Det er hun i Hytte, det er hun i Huus, det er hun i Kongens Slot, hvor hun pleier de Saarede og Syge. Jeg har klippet en Krands og lagt om Billedet her," sagde Gudfader. "Velsignet være Dronning Philippa!"" 